# Felix B. J. Wubbe
 (septembre 2024).
Si vous disposez d'ouvrages ou d'articles de référence ou si vous connaissez des sites web de qualité traitant du thème abordé ici, merci de compléter l'article en donnant les références utiles à sa vérifiabilité et en les liant à la section « Notes et références ».
Félix Bernard Jozef Wubbe né le 31 janvier 1923 à La Haye et décédé le 30 mars 2014 à Fribourg est un juriste néerlandais.

## Biographie
Felix BJ Wubbe étudie la philologie classique à l'Universités de Leiden et à l'Université d'Utrecht à partir de 1940. En 1943, il est enrôlé dans le service du travail forcé à Berlin. En 1944, il se cache jusqu'à la fin de la guerre.
Après la fin de la Seconde Guerre mondiale, Wubbe travaille dans l'industrie de 1946 à 1952. De 1952 à 1955, il étudie le droit à l'université de Leiden, où il est engagé comme assistant par Robert Feenstra de 1955 à 1961. En 1958 et 1959, il assure l'enseignement de droit romain à l'Université de Münster, en remplacement de Max Kaser. En 1960, il est promu docteur en droit. En 1961, il reçoit la chaire de droit romain de l'Université de Fribourg, qu'il occupe jusqu'à sa retraite en 1994. Il déménage à Fribourg avec son épouse et ses six filles, parmi lesquelles Heleen Treichler.
À partir de 1965, Wubbe est membre correspondant de l'Académie royale néerlandaise des arts et des sciences. Il est également vice-président de l'Accademia storico-giuridica Costantiniana de 1991 à 2010. Il joue également un rôle important pour la SIHDA, société savante à laquelle il est un des plus fidèles participants.
- Kürschners Deutscher Gelehrtenkalender, 18. Ausgabe (2001), S. 3619.
- Ius vigilantibus scriptum: Ausgewählte Schriften / œuvres choisies. Herausgegeben von Pascal Pichonnaz (deutsch/französisch) Fribourg / Suisse 2003.